# Krakelingen

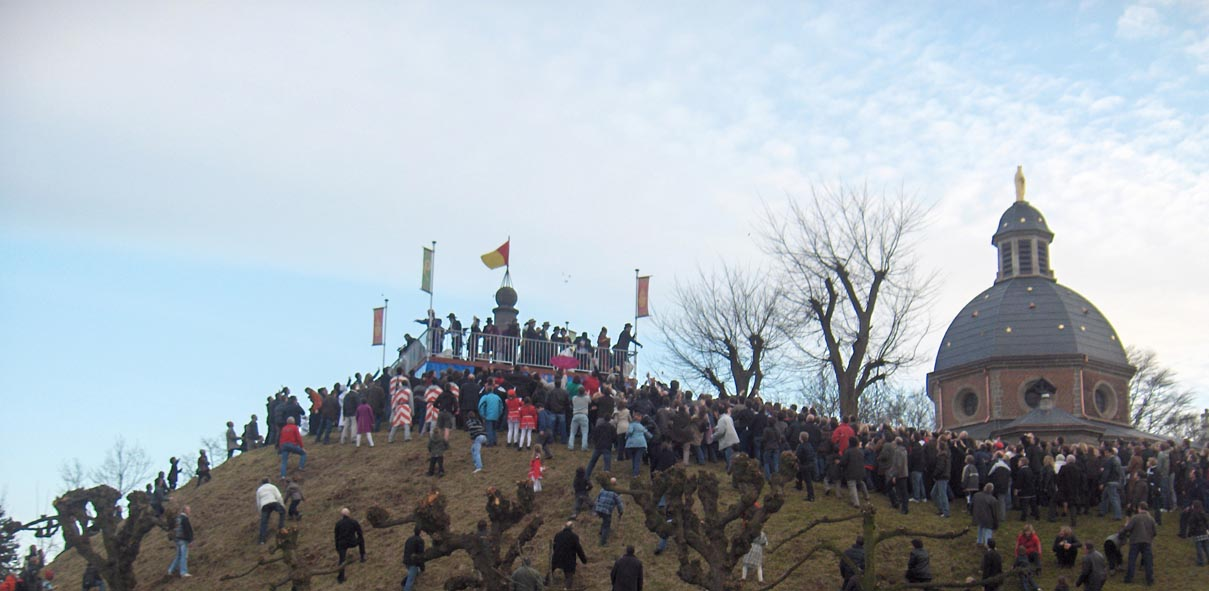
Krakelingenworp

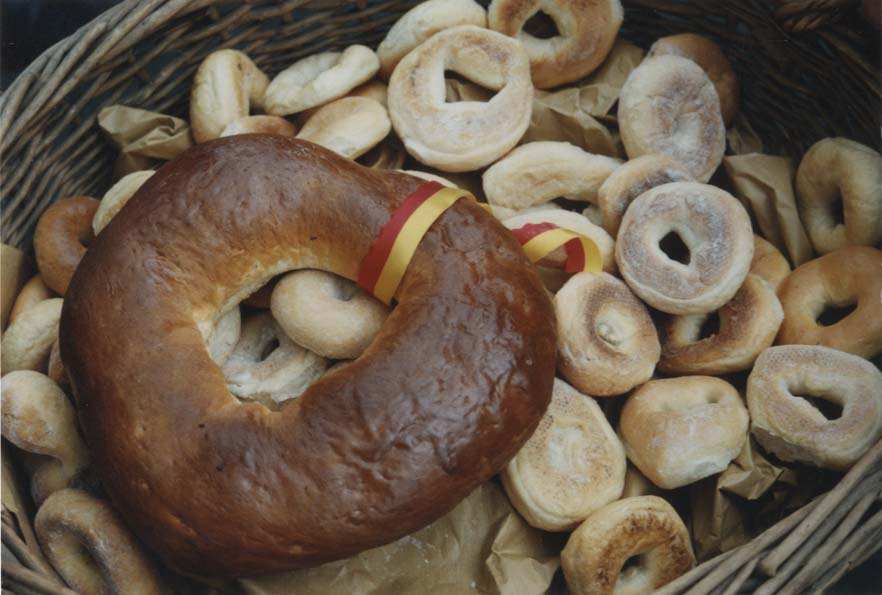
Geraardsbergse krakelingen of mastellen

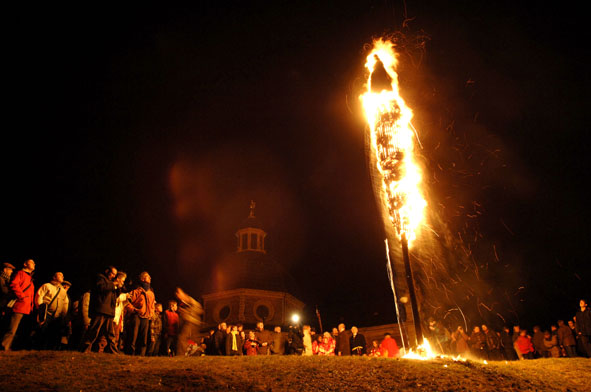
Tonnekensbrand

Krakelingen en Tonnekensbrand of Krakelingen is een eeuwenoud feest in Geraardsbergen. Hoogtepunt van het feest is de Krakelingenworp op de top van de Oudenberg. Op dezelfde dag en dezelfde plaats vindt 's avonds het Tonnekensbrand plaats. Het dubbelfeest werd in 2009 opgenomen in de Inventaris van Immaterieel Cultureel Erfgoed Vlaanderen en ingeschreven op de representatieve lijst van het immaterieel cultureel erfgoed van de mensheid van UNESCO in 2010.

## Krakelingen en Tonnekensbrand
Krakelingen en Tonnekensbrand zijn eeuwenoude feesten die op dezelfde dag plaatsvinden in Geraardsbergen. In de oudst bewaarde stadrekening van Geraardsbergen van 1393 worden reeds de onkosten voor Tonnekensbrand vermeld. Toen reeds werd dit vuurfeest georganiseerd door het stadsbestuur. Nog in de stadrekening werd dit vuurfeest al een eeuwenoud gebruik genoemd. Sindsdien vinden we ononderbroken de bewijzen van zowel Tonnekensbrand als Krakelingen in de stadsrekeningen van Geraardsbergen. Dit dubbelfeest bevat nog voorchristelijke elementen die wellicht stammen uit de Keltische periode zoals vuur, levende vis, brood en het tijdstip van het feest. De Tonnekensbrand hoort thuis in een bredere traditie van voorchristelijke vuurfeesten en symboliseert het einde van de winter, de terugkeer van het licht en het leven. Daarnaast zijn er ook christelijke elementen, zoals de rol van de pastoor-deken.
De krakeling die wordt gegooid, in Geraardsbergen ook mastel genoemd, is een ringvormig broodje van ongeveer 10 cm diameter. De vorm verwijst naar een cultusbrood en dat symboliseert de cyclus van de seizoenen of van het leven. Het feest wordt trouwens op het einde van de winter gevierd, meestal op de laatste zondag van februari.

## Historische stoet
Voor de eigenlijke krakelingenworp op de Oudenberg start in het stadscentrum een historische stoet, die een kleurrijk beeld geeft van zowat 25 eeuwen geschiedenis van Geraardsbergen. Voorop lopen de pastoor-deken en het stadsbestuur in historische kledij. De circa 1000 figuranten zijn grotendeels lokale vrijwilligers die, al dan niet in school- of verenigingsverband, zich jaarlijks inzetten voor de uitbeelding van de historische stoet. Hierin treden historische feiten (Keltische elementen en de nederlaag van Geraardsbergen tegen het leger van de graaf van Vlaanderen o.l.v. Walter van Edingen) in dialoog met de sagevorming rond de oorsprong van de feesten. Hierdoor ontstaat een brede reflectie over het eigen cultureel erfgoed. Om dit bewustzijn bij de bevolking te bevorderen wordt elk jaar, naast de substantiële kern van de geschiedenis, een aspect van het historisch-volkskundig patrimonium speciaal belicht. De jongste jaren waren dit o.a. de contacten van Geraardsbergen met Latijns-Amerika (het missiewerk van Peter van Gent, de uitwijking naar Vera Paz in de 20e eeuw), de rol van vrouwen in de opbouw van de stad, lokale middeleeuwse ambachten en 19e-eeuwse industrieën (orgelbouwers, kantwerk, sigaren), regionale kunstenaars met internationale faam, de volkskundige en cultuurhistorische inbreng van de deelgemeenten in de fusie. De stoet start om 15 uur aan het oude romaanse kerkje van Hunnegem en eindigt op de Oudenberg.

## Krakelingenworp (in de volksmond "Mastellenworp")
Aan het einde van de stoet trekken de druïden, de deken, het stadsbestuur, de broodmandendragers en duizenden toeschouwers naar de top van de Oudenberg (110 m).
De deken (de geestelijke overheid) bidt samen met het stadsbestuur (de wereldlijke overheid) de litanie van Onze-Lieve-Vrouw in de Oudenbergkapel terwijl de menigte rond het podium plaats neemt om zoveel mogelijk krakelingen te vangen. Voordat ze de ca 10 000 krakelingen ("mastellen" in de volksmond) mogen gooien, moeten de deken, de burgemeester, de schepenen en de gemeenteraadsleden uit een 400 jaar oude zilveren coupe een slok wijn met een levend visje opdrinken.
Daarna gaat de eigenlijke krakelingenworp van start. Eén broodje bevat een briefje dat recht geeft op de gouden krakeling : een uniek juweel in de vorm van het beroemde broodje, telkens ontworpen door een andere lokale juwelier.
Na de worp kan iedereen een paar uurtjes uitblazen op de foor in het stadscentrum.

## Tonnekensbrand, een vuurfeest
Om acht uur 's avonds wordt op de top van de Oudenberg een stropop aangestoken om de winter te verjagen en de nieuwe lente te verwelkomen terwijl volksdansers voor de sfeer zorgen. In enkele omliggende gemeenten wordt de Tonnekensbrand met een kleiner vuur 'beantwoord'. Op de Oudenberg worden brandende fakkels aan de omstaanders uitgedeeld en die brengen het vuur naar de Markt, waar de kermismolens op volle toeren draaien.

## Symboliek
Het dubbelfeest bevat zowel christelijke (bijv. de rol van de deken) als voorchristelijke elementen (vuur, levende vis, brood, tijdstip). De voorchristelijke dateren vermoedelijk uit de Keltische periode. De krakeling is een ringvormig broodje van 10 cm diameter. Deze vorm verwijst naar een cultusbrood, dat de cyclus van de seizoenen of van het leven symboliseert. Het feest wordt trouwens op het einde van de winter gevierd: tot 1960 de eerste zondag van de vasten, nu de op een na laatste zondag voor de eerste maandag van maart. De Tonnekensbrand hoort thuis in een bredere traditie van voorchristelijke vuurfeesten en symboliseert het einde van de winter, de terugkeer van het licht en het leven. De deken, de burgemeester, de schepenen en de gemeenteraadsleden drinken elk een klein levend visje, eveneens symbool van het nieuwe leven, in een schaal met wijn, teken van feestvreugde en verbroedering. Dit laatste gebruik, al in 1599 door de humanist Joos Schollaert in detail beschreven, werd in 1997 door de dierenrechtenorganisatie Gaia aangeklaagd maar het stadsbestuur werd door de diverse gerechtelijke instanties in het gelijk gesteld.

## Sage
Sedert het begin van de 19e eeuw wordt gewag gemaakt van een historische sage rond de oorsprong van het Krakelingenfeest. Toen Geraardsbergen in 1381 door de troepen van Walter van Edingen omsingeld werd en met uithongering bedreigd, zou het stadsbestuur een list bedacht hebben om aan de bezetting te ontkomen: de laatste resten brood en haring werden als "teken" van overvloed over de stadsmuur gegooid en de belegeraars dropen ontmoedigd af. In de historische stoet wordt deze sage getoetst aan de historische realiteit, die voor Geraardsbergen veel minder fraai was: de stad werd in een mum van tijd ingenomen en verwoest. De sage blijft evenwel hardnekkig verder leven.